# Simon Blackburn

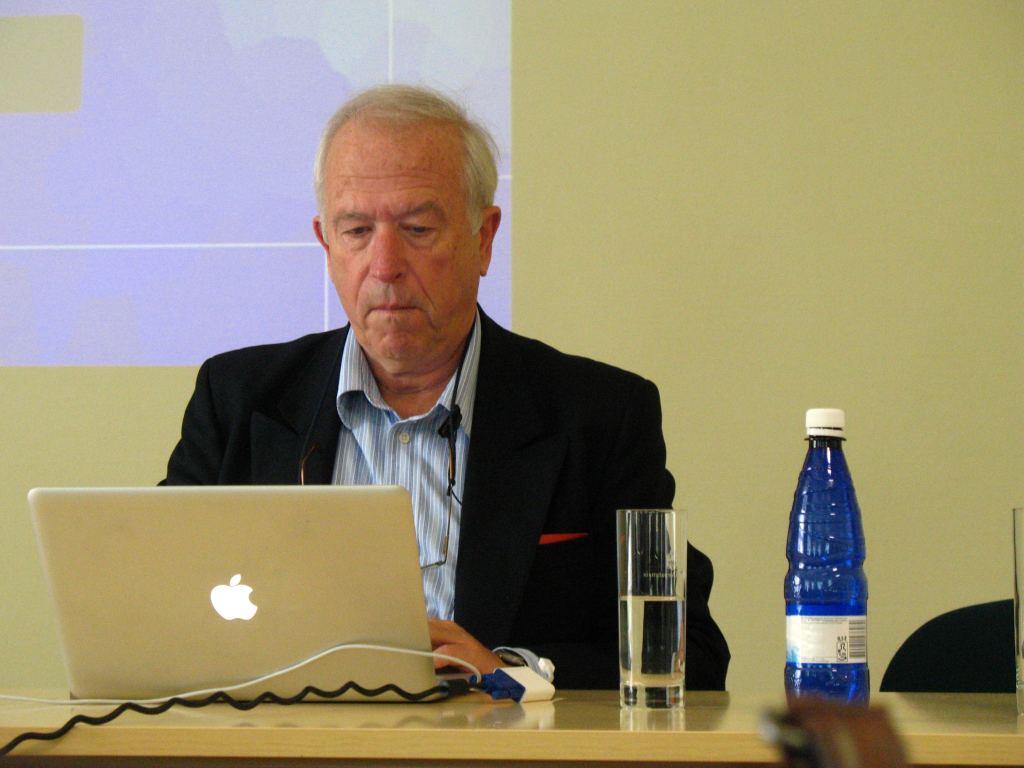

Simon Blackburn (14 de julho de 1944) é um filósofo britânico conhecido pelos seus esforços em popularizar a filosofia. Ele estudou no Clifton College e recebeu seu bacharelado em Ciências Morais (isto é, filosofia) em 1965 no Trinity College, em Cambridge. Atualmente ele é Professor de Filosofia na Universidade de Cambridge, posição antes exercida por filósofos como Elizabeth Anscombe, G.H. Von Wright, Wittgenstein e G.E. Moore. Ele é bolsista do Trinity College de Cambridge, e já lecionou no Pembroke College, na Universidade de Oxford, e na Universidade da Carolina do Norte em Chapel Hill.
Na filosofia, ele é conhecido como o proponente do quasi-realismo na metaética, e como defensor das visões neohumeanas em vários tópicos.
Ele faz aparições ocasionais na midia Britânica - por exemplo, na BBC, na Rádio 4. Ao contrário de outros cidadãos populares da filosofia, Blackburn também é um acadêmico, conhecido como o principal proponente das tradições humeanas na filosofia moral, um antigo editor do jornal "Mind" e o inventor do quasi-realismo.
O professor Blackburn é um dos vice-presidentes da Associação Humanista Britânica.

## Livros (em inglês)
- Reason and Prediction (1973). ISBN 0-521-08742-2.
- Spreading the Word (1984) - a text. ISBN 0-19-824650-1.
- Essays in Quasi-Realism (1993). ISBN 0-19-508041-6 and ISBN 0-19-508224-9.
- The Oxford Dictionary of Philosophy (1994) . ISBN 0-19-211694-0.
- Ruling Passions (1998) - Uma exposição de sua teoria. ISBN 0-19-824785-0.
- Truth (1999) (editado c/ Keith Simmons). ISBN 0-19-875250-4.
- Think (1999) - Uma introdução a filosofia para iniciantes. ISBN 0-19-210024-6 and ISBN 0-19-969087-1.
- Being Good (2001) - Uma introdução a ética. ISBN 0-19-210052-1.
- Lust (2004). ISBN 0-19-516200-5.
- Truth: A Guide (2005). ISBN 0-19-516824-0.
- Plato's Republic: A Biography (2006). ISBN 1-84-354350-8.